# Кукарін Іван Олександрович
Іва́н Олекса́ндрович Кука́рін (рос. Иван Александрович Кукарин; 18 січня 1922 — 18 грудня 1948) — радянський військовик, у роки Другої світової війни — номер обслуги протитанкової гармати 104-го гвардійського стрілецького полку 36-ї гвардійської стрілецької дивізії 57-ї армії, гвардії рядовий. Герой Радянського Союзу (1943).

## Життєпис
Народився на станції В'язова, нині Катав-Івановського міського округу Челябінської області Росії, в родині залізничника. Росіянин. Навчався у школі № 5 міста Верхня Пишма Свердловської області, від 1930 року мешкав у Свердловську. Закінчив 7 класів і школу ФЗУ. Працював спочатку слюсарем на Верх-Ісетському заводі, а з 1939 року — на Среднєуральській ГРЕС.
До лав РСЧА призваний у грудні 1942 року. В діючій армії — з лютого 1943 року. Воював на Воронезькому і Степовому фронтах.
Особливо номер обслуги протитанкової гармати 1-го стрілецького батальйону 104-го гвардійського стрілецького полку 36-ї гвардійської стрілецької дивізії гвардії рядовий І. О. Кукарін відзначився під час битви за Дніпро. У ніч з 25 на 26 вересня 1943 року він зі своєю гарматою першим переправився на правий беріг річки Дніпро. З ходу прямим наведенням розчищав шлях піхоті. Викотивши з допомогою стрільців свою гармату на височину 134.4, протягом доби відбив до 10 контратак супротивника. 27 вересня ворог контратакував радянські позиції у стик батальйонів і прорвав оборону. Під час бою всі члени обслуги вибули зі строю, гвардії рядовий І. О. Кукарін залишився один біля гармати, але продовжував самотужки вести вогонь по супротивнику, що наступав. У цьому бою був поранений, але поле бою не полишив.
Після лікування у шпиталі у 1944 році був демобілізований. Повернувся у Среднєуральськ, працював на ГРЕС. Член ВКП(б) з 1945 року.
Помер 18 грудня 1948 року. Похований у місті Юрюзань Челябінської області.

## Нагороди
Указом Президії Верховної Ради СРСР від 20 грудня 1943 року «за успішне форсування річки Дніпро, міцне закріплення плацдарму на західному березі річки Дніпро та виявлені при цьому відвагу і героїзм», гвардії рядовому Кукаріну Івану Олександровичу присвоєне звання Героя Радянського Союзу з врученням ордена Леніна і медалі «Золота Зірка» (№ 1438).
Також нагороджений медалями, у тому числі «За відвагу» (02.10.1943).